# 마이크로소프트 디스플레이 독

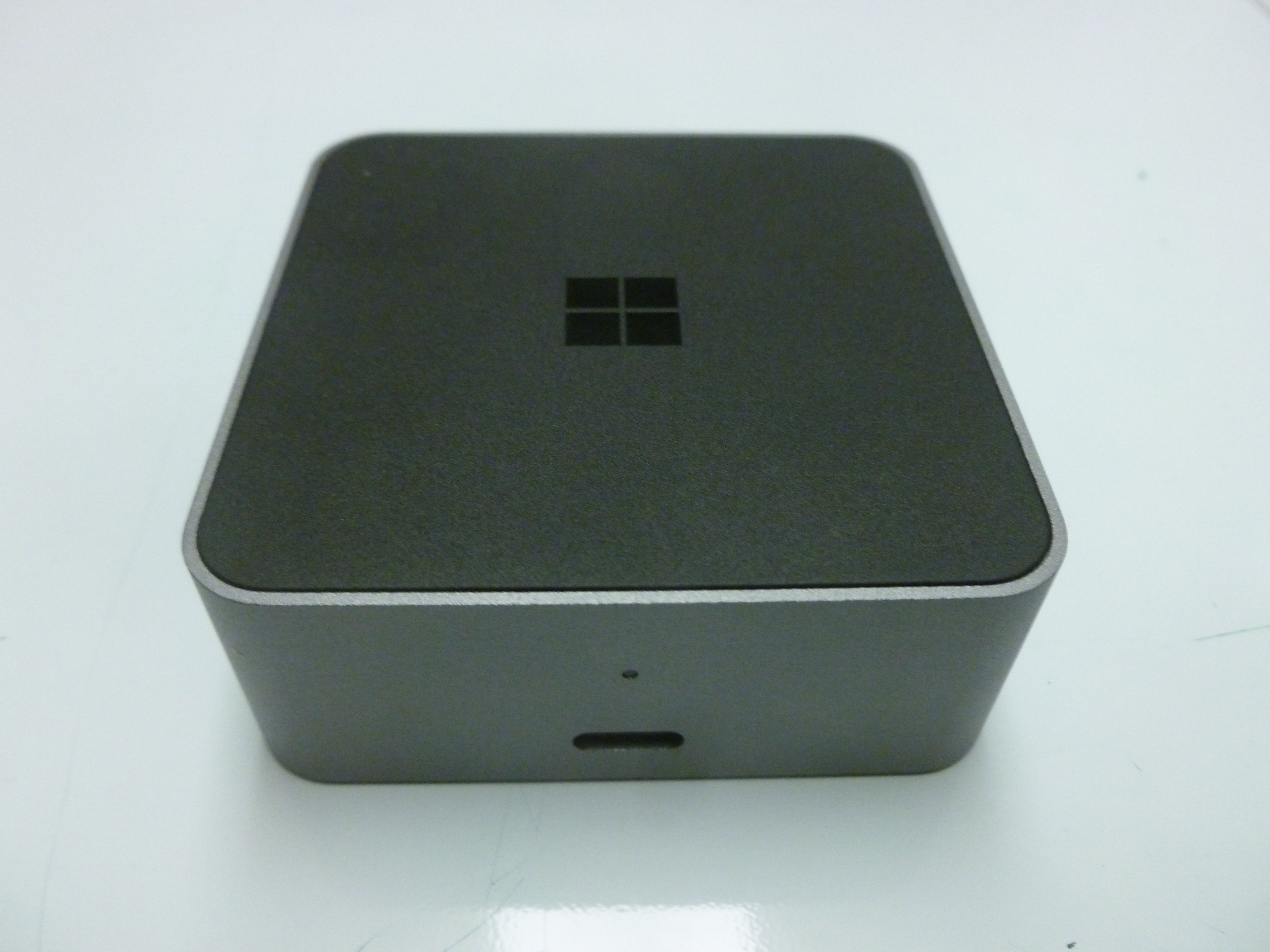
마이크로소프트 디스플레이 독

마이크로소프트 디스플레이 독(Microsoft Display Dock)은 선택된 Windows 10 모바일 장치를 컴퓨터 모니터, 마우스 및 키보드에 연결하여 데스크톱 PC와 같은 경험을 제공할 수 있는 디스플레이 도킹 스테이션이다. 또한 Windows 10 Mobile의 새로운 "Continuum" 기능을 위한 도크 역할을 하는 최초의 장치이다. 이를 통해 일부 모바일 장치는 기본 모바일 응용 프로그램을 마치 데스크톱 응용 프로그램인 것처럼 실행할 수 있다. 그러나 PC용 Windows 10을 에뮬레이트했음에도 불구하고 이 소프트웨어에는 윈도우 스토어 응용 프로그램을 나란히 실행하거나 Win32 응용 프로그램을 실행하는 등 데스크톱 버전과 함께 제공되는 대부분의 기능과 Microsoft Messaging 및 스카이프와 같은 다양한 응용 프로그램은 대형 모니터의 전체 화면 모드에서 실행되지 않는다.
디스플레이 도크는 출력 소스에 연결되지 않은 경우 일반 USB 허브로도 작동했다.
현재 마이크로소프트 디스플레이 독과 호환되는 유일한 장치는 마이크로소프트 루미아 950 및 마이크로소프트 루미아 950 XL이다. 도크는 Microsoft Surface Go, Microsoft Surface Book 2 및 MyDP 표준(Mobility DisplayPort 또는 SlimPort라고도 함)을 지원하는 기타 장치에서도 작동한다. 그러나 도크의 전원 공급 장치는 동시에 서피스를 충전할 만큼 강력하지 않으므로 서피스의 자체 전원 공급 장치도 연결하지 않으면 사용 중에 배터리가 천천히 방전된다.

## 하드웨어
마이크로소프트 디스플레이 독은 2.5~2.5~1인치(HWD) 크기의 큐브 모양의 물체로 장치 전면과 후면 모두에 포트가 있으며 무게는 230g(8.1온스)이다. 마이크로소프트 루미아 스마트폰은 전면의 USB-C 포트를 통해 연결되며 후면에는 USB Type-A 포트 3개, HDMI 포트, 풀사이즈 DisplayPort 커넥터 및 전원용 USB Type-C 포트 1개가 있다. 비디오 출력 포트는 2개가 있지만 한 번에 하나만 사용할 수 있다.